# 南緯40度線
南緯40度線（なんい40どせん）は、地球の赤道面より南に地理緯度にして40度の角度を成す緯線。大西洋、インド洋、オーストラレーシア、太平洋、南アメリカを通過する。
この緯度の下では、夏至点時の可照時間は15時間1分であり、冬至点時の可照時間は9時間20分である。また、太陽の南中高度は夏至点時で73.83度で、冬至点時は26.17度である。

## 通過する地域一覧
南緯40度線は、本初子午線から東に向かって以下の場所を通っている。
| 地理座標                                               | 国土・領土・領海 | 備考                          |
| ------------------------------------------------------ | ---------------- | ----------------------------- |
| 南緯40度0分 東経0度0分 / 南緯40.000度 東経0.000度      | 大西洋           |                               |
| 南緯40度0分 東経20度0分 / 南緯40.000度 東経20.000度    | インド洋         |                               |
| 南緯40度0分 東経143度53分 / 南緯40.000度 東経143.883度 | オーストラリア   | タスマニア州 - キング島       |
| 南緯40度0分 東経144度7分 / 南緯40.000度 東経144.117度  | バス海峡         |                               |
| 南緯40度0分 東経147度53分 / 南緯40.000度 東経147.883度 | オーストラリア   | タスマニア州 - フリンダース島 |
| 南緯40度0分 東経148度17分 / 南緯40.000度 東経148.283度 | 太平洋           | タスマン海                    |
| 南緯40度0分 東経175度3分 / 南緯40.000度 東経175.050度  | ニュージーランド | 北島                          |
| 南緯40度0分 東経176度54分 / 南緯40.000度 東経176.900度 | 太平洋           |                               |
| 南緯40度0分 西経73度42分 / 南緯40.000度 西経73.700度   | チリ             |                               |
| 南緯40度0分 西経71度40分 / 南緯40.000度 西経71.667度   | アルゼンチン     |                               |
| 南緯40度0分 西経62度20分 / 南緯40.000度 西経62.333度   | 大西洋           |                               |